# Agrias nigrooenata
Agrias nigrooenata är en fjärilsart som beskrevs av Peter William Michael 1930. Agrias nigrooenata ingår i släktet Agrias och familjen praktfjärilar. Inga underarter finns listade i Catalogue of Life.